# Hillion
Hillionⓘ (bret. Helion, gallo Hilion) – miejscowość i gmina we Francji, w regionie Bretania, w departamencie Côtes-d’Armor.
Według danych na rok 1990 gminę zamieszkiwało 3591 osób, a gęstość zaludnienia wynosiła 145 osób/km² (wśród 1269 gmin Bretanii Hillion plasuje się na 136. miejscu pod względem liczby ludności, natomiast pod względem powierzchni na miejscu 382.).